# Jessica Chastain
Jessica Michelle Chastain (n. 24 martie 1977, Sacramento, California, SUA este actriță și producătoare de film americană.
A câștigat premiul Oscar în 2021 pentru rolul din filmul The Eyes of Tammy Faye.
A început cu roluri minore în seriale de televiziune, debutând în 2008, într-un film de lung metraj, Jolene. În 2011 a apărut în șase filme, printre care Take Shelter, The Tree of Life și The Help. Pentru personajul Celia Foote din The Help ea a obținut nominalizări la Premiul Oscar pentru cea mai bună actriță în rol secundar, Globul de Aur și BAFTA. În 2012 a debutat pe Broadway în piesa The Heiresss.
Pentru rolul din Misiunea 00.30, Jessica Chastain a câștigat Premiul Globul de aur pentru cea mai bună actriță într-o dramă. A mai jucat în  Interstellar (2014) și A Most Violent Year (2014), pentru care a primit a treia sa nominalizare la Globul de Aur. Jocul său actoricesc din Misiunea 00.30 și din Mama l-au făcut pe criticul de film Richard Roeper să declare că este „una din cele mai bune actrițe din generația sa”. În 2012, Time featured her as one of the "100 Most Influential People in the World".

## Filmografie

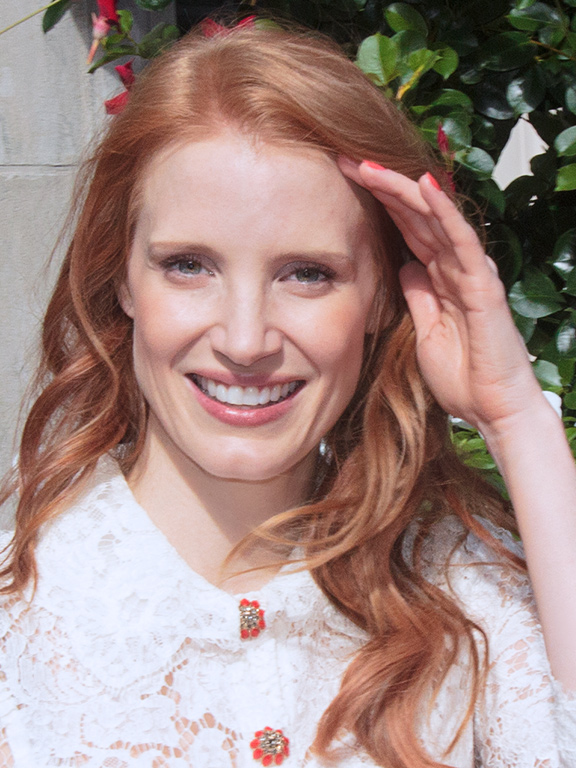
Chastain în 2013 la Festivalul International de Film de la Toronto

| † | Filme nelansate |

| Titlu                                       | An   | Rol                   | Regizor(i)                             | Note                                      | Ref(s)        |
| ------------------------------------------- | ---- | --------------------- | -------------------------------------- | ----------------------------------------- | ------------- |
| Jolene                                      | 2008 | Jolene                | Dan Ireland                            |                                           | [ 10 ]        |
| Stolen                                      | 2009 | Sally Ann             | Anders Anderson                        | Also known as Stolen Lives                | [ 11 ]        |
| The Westerner                               | 2010 | Daniel's mother       | Ned Benson                             | Short film; also co-producer              | [ 12 ]        |
| The Debt                                    | 2010 | Young Rachel Singer   | John Madden                            |                                           |               |
| Take Shelter                                | 2011 | Samantha LaForche     | Jeff Nichols                           |                                           | [ 13 ]        |
| Coriolanus                                  | 2011 | Virgilia              | Ralph Fiennes                          |                                           | [ 14 ]        |
| The Tree of Life                            | 2011 | Mrs. O'Brien          | Terrence Malick                        |                                           | [ 15 ]        |
| The Help                                    | 2011 | Celia Foote           | Tate Taylor                            |                                           |               |
| Wilde Salomé                                | 2011 | Salome                | Al Pacino                              | Documentary film                          | [ 17 ]        |
| Texas Killing Fields                        | 2011 | Detective Pam Stall   | Ami Canaan Mann                        |                                           | [ 18 ]        |
| Madagascar 3: Europe's Most Wanted          | 2012 | Gia                   | Eric Darnell Tom McGrath Conrad Vernon | Voice only                                | [ 19 ]        |
| Lawless                                     | 2012 | Maggie Beauford       | John Hillcoat                          |                                           | [ 20 ]        |
| The Color of Time                           | 2012 | Mrs. Williams         | Various                                | Also known as Tar                         | [ 21 ] [ 22 ] |
| Zero Dark Thirty                            | 2012 | Maya                  | Kathryn Bigelow                        |                                           | [ 23 ]        |
| Mama                                        | 2013 | Annabel               | Andrés Muschietti                      |                                           | [ 24 ]        |
| The Disappearance of Eleanor Rigby          | 2013 | Eleanor Rigby         | Ned Benson                             | Also co-producer                          | [ 25 ] [ 26 ] |
| Miss Julie                                  | 2014 | Miss Julie            | Liv Ullmann                            |                                           | [ 27 ]        |
| Interstellar                                | 2014 | Murphy "Murph" Cooper | Christopher Nolan                      |                                           | [ 28 ]        |
| A Most Violent Year                         | 2014 | Anna Morales          | J. C. Chandor                          |                                           | [ 29 ]        |
| Unity                                       | 2015 | Narrator              | Shaun Monson                           | Documentary film                          | [ 30 ] [ 31 ] |
| The Martian                                 | 2015 | Melissa Lewis         | Ridley Scott                           |                                           | [ 32 ]        |
| Crimson Peak                                | 2015 | Lucille Sharpe        | Guillermo del Toro                     |                                           | [ 33 ]        |
| The Huntsman: Winter's War                  | 2016 | Sara                  | Cedric Nicolas-Troyan                  |                                           | [ 34 ]        |
| Miss Sloane                                 | 2016 | Elizabeth Sloane      |                                        |                                           | [ 35 ]        |
| I Am Jane Doe                               | 2017 | Narrator              |                                        | Documentary film; also executive producer | [ 36 ]        |
| The Zookeeper's Wife                        | 2017 | Antonina Żabińska     |                                        | Also executive producer                   | [ 37 ] [ 38 ] |
| Molly's Game                                | 2017 | Molly Bloom           |                                        |                                           | [ 39 ]        |
| Woman Walks Ahead                           | 2017 | Caroline Weldon       |                                        |                                           | [ 40 ]        |
| This Changes Everything                     | 2018 | Herself               |                                        | Documentary film                          | [ 41 ]        |
| Dark Phoenix                                | 2019 | Vuk / Margaret        |                                        |                                           | [ 42 ]        |
| It Chapter Two                              | 2019 | Beverly Marsh         |                                        |                                           |               |
| Creating a Character: The Moni Yakim Legacy | 2020 | Herself               |                                        | Documentary film; also executive producer | [ 43 ]        |
| Ava                                         | 2020 | Ava Faulkner          |                                        | Also producer                             | [ 44 ]        |
| The Forgiven                                | 2021 | Jo Henninger          |                                        |                                           | [ 45 ]        |
| The Eyes of Tammy Faye                      | 2021 | Tammy Faye Bakker     |                                        | Also producer                             | [ 46 ]        |
| The 355                                     | 2022 | Mason "Mace" Brown    |                                        | Also producer                             | [ 47 ]        |

1. ↑  Refers to the film's earliest release.
2. ↑  The film was screened at the 2009 Cannes Film Festival as Stolen Lives, but was released theatrically as Stolen.
3. ↑  A feature film version of the documentary, entitled Salomé, was separately released in 2013.[16]
4. ↑  The film was screened at the 2012 Rome Film Festival as Tar, but was released theatrically as The Color of Time.
5. ↑  Split into three films —subtitled Him, Her, and Them.[25]

## Legături externe
- Jessica Chastain la Internet Movie Database
- en Jessica Chastain la Internet Broadway Database
- en Jessica Chastain la Internet Off-Broadway Database